# Естелл (Луїзіана)
Естелл (англ. Estelle) — переписна місцевість (CDP) в США, в окрузі Джефферсон штату Луїзіана. Населення — 17 952 особи (2020).

## Географія
Естелл розташований за координатами 29°50′29″ пн. ш. 90°5′39″ зх. д. / 29.84139° пн. ш. 90.09417° зх. д. (29.841448, -90.094168).  За даними Бюро перепису населення США в 2010 році переписна місцевість мала площу 13,01 км², з яких 12,98 км² — суходіл та 0,02 км² — водойми.

## Демографія
Згідно з переписом 2010 року, у переписній місцевості мешкало 16 377 осіб у 5407 домогосподарствах у складі 4439 родин. Густота населення становила 1259 осіб/км².  Було 5648 помешкань (434/км²).
Расовий склад населення:
| - 63,8 % — білих - 24,8 % — чорних або афроамериканців - 4,5 % — азіатів - 0,9 % — корінних американців - 3,6 % — осіб інших рас |

До двох чи більше рас належало 2,4 %. Частка іспаномовних становила 11,0 % від усіх жителів.
За віковим діапазоном населення розподілялося таким чином: 27,0 % — особи молодші 18 років, 65,3 % — особи у віці 18—64 років, 7,7 % — особи у віці 65 років та старші. Медіана віку мешканця становила 34,5 року. На 100 осіб жіночої статі у переписній місцевості припадало 97,4 чоловіків;  на 100 жінок у віці від 18 років та старших — 93,8 чоловіків також старших 18 років.
Середній дохід на одне домашнє господарство  становив 62 276 доларів США (медіана — 49 473), а середній дохід на одну сім'ю — 69 529 доларів (медіана — 55 947). Медіана доходів становила 45 149 доларів для чоловіків та 31 290 доларів для жінок. За межею бідності перебувало 15,3 % осіб, у тому числі 24,6 % дітей у віці до 18 років та 18,1 % осіб у віці 65 років та старших.
Цивільне працевлаштоване населення становило 6616 осіб. Основні галузі зайнятості: освіта, охорона здоров'я та соціальна допомога — 19,8 %, роздрібна торгівля — 12,8 %, мистецтво, розваги та відпочинок — 10,5 %, будівництво — 10,5 %.